# Ali Khamenei
Sayyid Ali Hosseini Khamenei (persană سید علی حسینی خامنه‌ای, pronunțat [ʔæˈliː hosejˈniː xɒːmeneˈʔiː] ⓘ; n. 19 aprilie 1939) este un imamist Șiit Marja' și al doilea și actual lider suprem al Iranului, în funcție din 1989. El a fost anterior președinte al Iranului din 1981 până în 1989. Khamenei este al doilea președinte ca lungime a mandatului de șef al statului din Orientul Mijlociu (după sultanul Oman Qaboos), precum și al doilea ca lungime a mandatului ca lider de serviciu iranian al secolului trecut, după Șahul Mohammad Reza Pahlavi.
Potrivit site-ului său oficial, Khamenei a fost arestat de șase ori înainte de a fi trimis în exil timp de trei ani în timpul domniei lui Mohammad Reza Pahlavi. El a fost ținta unei tentative de asasinat în iunie 1981, care i-a paralizat brațul drept.
Khamenei a fost unul dintre liderii Iranului în timpul războiului Iran-Irak din anii 1980 și a dezvoltat legături strânse cu acum puternicile Gărzi Revoluționare pe care le controlează și ai căror comandanți sunt aleși și demiși de el. Gărzile revoluționare au fost folosite pentru a suprima opoziția lui. Khamenei a ocupat funcția de al treilea președinte al Iranului din 1981 până în 1989, devenind în același timp un aliat strâns al primului lider suprem, Ruhollah Khomeini. În cele din urmă, după ce Khomeini a avut un dezacord cu aparentul moștenitor al lui Hussein Ali Montazeri, Akbar Hashemi Rafsanjani a susținut că Khomeini l-a ales pe Khamenei ca succesor al său, în timp ce Adunarea de Experți a deliberat să-l aleagă pe următorul lider suprem. După moartea lui Khomeini, Khamenei a fost ales de Adunarea Experților ca noul lider suprem la 4 iunie 1989, la vârsta de 49 de ani. El este șeful slujitorilor Astan Quds Razavi din 14 aprilie 1979.

## Legături externe
Official
- Site web oficial
- The e-office of the Supreme Leader of Iran
- Official English-language Twitter account

Photo
- Pictures in Iran-Iraq War Arhivat în 18 octombrie 2018, la Wayback Machine., tarikhirani.ir
- Ali Khamenei gallery in Khamenei's website[nefuncțională]

Media
- Apariții pe C-SPAN
- Ali Khamenei la Internet Movie Database
- „Profile: Ayatollah Ali Khamenei”. BBC News. 17 iunie 2009. Accesat în 1 ianuarie 2010.
- Ali Khamenei știri și comentarii colectate la Al Jazeera English
- Știri și comentarii colectate despre Ali Khamenei la The Guardian
- Ali Khamenei știri și comentarii colectate la The Jerusalem Post
- Ali Khamenei — știri și comentarii colectate la The New York Times
- Lucrări de sau despre Ali Khamenei în biblioteci (catalog WorldCat)

Videos
- Video Archive of Ayatollah Khamenei
- Ayatollah Khamenei in the city of Ardabil reading different poems in Azerbaijani language about Imam Hussein and events in Karbala.